# Moncel-sur-Vair
Moncel-sur-Vair là một xã, nằm ở tỉnh Vosges trong vùng Grand Est của Pháp. Xã này có diện tích 7,3 km², dân số năm 1999 là 241 người. Xã này nằm ở khu vực có độ cao trung bình 300 m trên mực nước biển.

## Biến động dân số
| 1962                                         | 1968 | 1975 | 1982 | 1990 | 1999 |
| -------------------------------------------- | ---- | ---- | ---- | ---- | ---- |
| 161                                          | 162  | 161  | 170  | 218  | 241  |
| Số liệu từ năm 1962: Dân số không tính trùng |      |      |      |      |      |